# Martín Marrero
Martín Marrero de la Cruz (Santa Cruz de Tenerife, España, 6 de septiembre de 1945) es  un exfutbolista y entrenador español que se desempeñaba como defensa.

## Clubes

### Como jugador
| Club             | País   | Año       |
| ---------------- | ------ | --------- |
| C. D. Tenerife   | España | 1963-1966 |
| U. D. Las Palmas | España | 1966-1979 |

### Como entrenador
| Club            | País   | Año       |
| --------------- | ------ | --------- |
| C. D. Tenerife  | España | 1986-1988 |
| C. D. Marino    | España | 1988-1989 |
| C. D. Mensajero | España | 1997-1998 |
| C. D. Tenerife  | España | 2003-2004 |